# Dasht-e Barchi
Dasht-e Barchi (em Dari, دشت برچی) é um bairro localizado no oeste da cidade de Cabul, capital do Afeganistão. O local foi povoado no início dos anos 2000 por recém-chegados de outras províncias, principalmente pessoas do grupo étnico hazaras provindas de Maidan Wardak, Ghazni e Parwan, e alguns pashtuns de Kochi. Porém mais de 95% da população de Dasht-e Barchi é da etnia Hazara.
Por sua população majoritariamente xiita, o distrito é alvo constante das milícias extremistas sunitas.
Em 15 de agosto de 2016, ocorreu um ataque suicida neste bairro, visando um centro educacional chamado "The Promised Mehdi". O homem-bomba explodiu pouco depois do meio-dia diante de uma multidão de 5.000 pessoas, a maioria estudantes da etnia hazara que se preparavam para a universidade. 34 estudantes foram mortos e 56 ficaram feridos no ataque.
No dia 30 de setembro de 2022, outro ataque a bomba ocorreu no Centro Educacional Kaaj, uma escola particular onde muitos jovens, em sua maioria mulheres e da minoria hazara, xiita, se preparavam para o exame "Kankor". Um homem-bomba entrou no saguão da escola e se detonou. Ao menos 54 pessoas foram mortas e outras 114 ficaram feridas.